# Theodor Scheinpflug
Theodor August Scheinpflug, lettisch Teodors Augusts Šeinpflugs (* 6. Maijul. / 18. Mai 1862greg. in Pernau, Gouvernement Livland, Russisches Kaiserreich; † 14. März 1919 im Bickernschen Wald bei Riga, Lettland) in seinem persönlichen Umfeld meist von seiner Studienzeit an der Universität Dorpat her Tutti genannt, war ein deutsch-baltischer Pastor. Er gilt als evangelischer Märtyrer und ist auf dem Rigaer Märtyrerstein verzeichnet.

## Familie
Theodor Scheinpflug war das älteste Kind des Pastor-Diakonus der St. Nikolai-Gemeinde zu Pernau, Friedrich August Scheinpflug (* 11. November 1832 in Riga; † 24. Februar 1902 in Pernau). Dessen Frau war Luise Amalie Scheinpflug, geborene Häussler (* 31. Juli 1842 in Ascheraden; † 6. Dezember 1916 in Pernau). Theodor Scheinpflug hatte zahlreiche Geschwister. Schwestern von ihm waren Magdalena Agnes Scheinpflug, verheiratete Schilling-Frankhaenel (* 24. Mai 1876 in Pernau; † 13. Februar 1949 in Wetzlar) und Gertrud Beate Scheinpflug, verheiratete Frankhaenel (* 28. Januar 1878 in Pernau; † 18. März 1917 in Simferopol). Magdalena Agnes Scheinpflug heiratete den Pastor Karl Schilling, der während der Russischen Revolution von 1905 getötet wurde.
Theodor Scheinpflug war ab dem 30. Oktoberjul. / 11. November 1891greg. verheiratet mit Elisabeth (Lisbeth) Wilhelmine, geb. Guleke (* 1. Juni 1866; † 9. März 1939), einer Tochter des Propstes Rudolf Guleke in Alt-Pebalg in Livland. Das Ehepaar hatte 7 Kinder, die alle in Pernigel geboren wurden (Geburtsdaten nach gregorianischem Kalender):
- Harold August Rudolph (* 27. Februar 1892; † 16. Januar 1967), der 1922 sein Medizinstudium in Jena abschloss,[2][3]
- Lisbeth Louise, verheiratete Lauezzari (* 8. April 1895; † 4. Juli 1964),
- Helmut Heinrich (* 20. November 1896; † 7. Januar 1960),
- Eva Gertrude (* 22. Juni 1898; † 23. Juli 1917),
- Erika Mary, verheiratete Berkholz (* 18. Dezember 1899; † 10. März 1978 in Hannover),
- Hans Albert (* 5. Juli 1901; † 22. November 1926),
- Ilse Alma (* 4. Mai 1903; † 21. Oktober 1990 in Springe), verheiratet mit Wolfgang Bernewitz, Sohn des Pastors Theodor Friedrich Bernewitz (* 24. August 1868 in Gr. Blieden; † 26. Oktober 1940 in Posen). Theodor Bernewitz ist ein Vetter des späteren ersten Bischofs der ev.-luth. Landeskirche in Braunschweig Alexander Bernewitz und war dessen Nachfolger als Pastor in Neuenburg. Damit war er wie dieser Nachfolger seines Großvaters. Von 1806 bis 1920 waren in Neuenburg (lettisch Jaunpils) in 3 Generationen 4 Pastore Bernewitz. Ein Bruder von Theodor Bernewitz war der Bildhauer Carl Hans Bernewitz.[4]

## Leben
Die Datumsangaben in diesem Kapitel richten sich, wenn nicht anders angegeben, für den Zeitraum vor 1918 nach dem julianischen Kalender.

### Ausbildung
Theodor Scheinpflug wurde nachgesagt, er habe sich sein Leben lang eine kindhafte Gutmütigkeit bewahrt. Niemals soll er eine unanständige Ausdrucksweise benutzt haben. Er ging zur Neumannschen Elementarschule und zum Gymnasium in Pernau, das er 1881 mit dem Abitur abschloss.
Während seines von 1881 bis 1888 betriebenen Theologiestudiums an der Kaiserlichen Universität Dorpat kämpfte er mit sich selbst, bis er seinen eigenen Zugang zum Glauben an Christus fand. Vom 31. August 1883 bis 1887 war er Mitglied des Theologischen Vereins Dorpat. Ferner gehörte er der Fraternitas Rigensis an. 1886 arbeitete er als Hauslehrer in Puderküll in Livland.
Nach bestandenem Examen vor dem livländischen evangelisch-lutherischen Konsistorium im Oktober 1888 verbrachte Theodor Scheinpflug von 1888 bis 1889 sein Probejahr bei Propst Kaehlbrand in Neu-Pebalg und bei Pastor Keussler in Schwanenburg in Livland.
Am 19. November 1889 wurde er in Riga vom emeritierten Propst Schilling zum Pastor-Adjunkt für Erlaa in Livland ordiniert. In Erlaa blieb er bis 1891. Danach, ebenfalls 1891, war er Pastor-Vikar des Sprengels Wenden und diente als solcher in Schujen in Livland. Er war davon begeistert, predigen zu dürfen.

### Amtseinführung in Pernigel und theologische Positionen

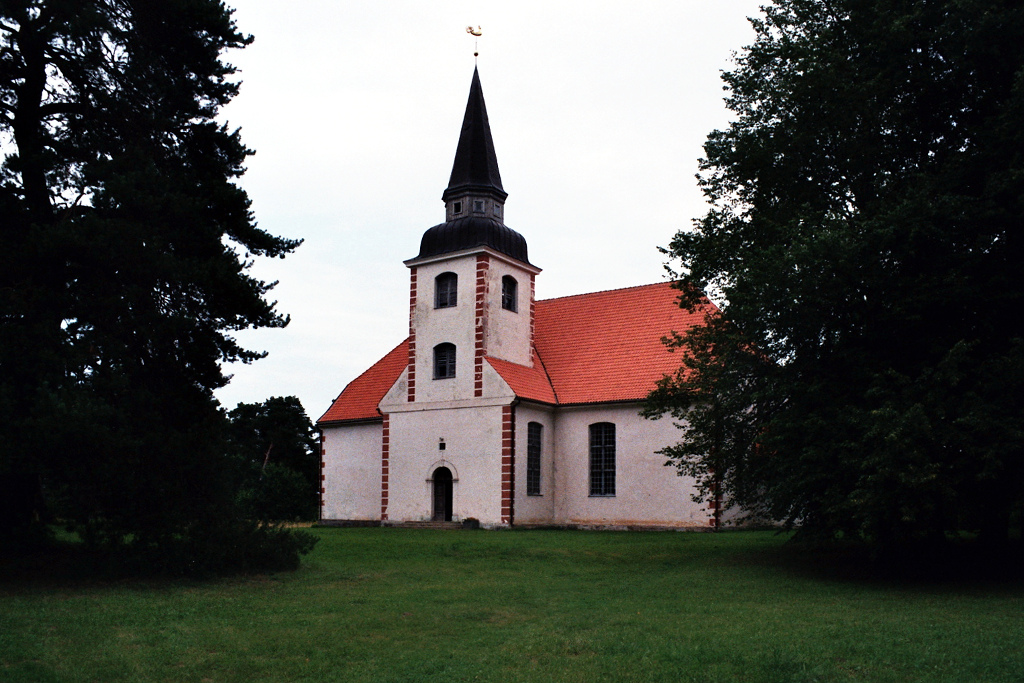
Kirche Pernigel (Liepupe) (2012)

Am 8. September 1891 wurde Theodor Scheinpflug schließlich in sein Amt als Pastor im abgeschieden an der livländischen Küste gelegenen Pernigel eingeführt. Der deutsch-baltische Kirchenpatron hatte ihn dafür ausersehen.
In Pernigel veranlasste er den Theologiestudenten Alexander Burchard (siehe Kapitel „Literatur“), der später der letzte Propst der deutschen Gemeinde von Riga wurde, seine erste Predigt vor der kleinen deutschen Gemeinde zu halten, die nur im Sommer vorhanden war.
Burchard beschreibt Scheinpflug äußerlich als groß gewachsen und blauäugig, ferner erwähnt er seinen blonden Bart. Von der Persönlichkeit her beschreibt er ihn als reine Seele und fröhlichen, kindlich gläubigen Menschen, der ihn stark prägte. Scheinpflugs Glaube gründete sich auf der Bibel, theologische Dispute und menschliche Beifügungen schätzte er nicht. So lehnte er beispielsweise die Auseinandersetzung mit Ernst Haeckels Schrift Die Welträtsel als überflüssig ab. Er vertrat die Ansicht, dass die Botschaft der Bibel jedem Menschen zugänglich sei, unabhängig vom Bildungsgrad. Im Mittelpunkt seiner Predigten stand, wer Christus für uns ist und dass das Himmelreich in uns anbricht. Im Laufe seines Lebens kam er immer mehr zu der Ansicht, dass nicht die Worte der Predigt am wirksamsten seien, sondern was der Gemeinde als Christentum vorgelebt wird. So fragte er seine künftige Frau in Anspielung auf Martin Luthers Lied Ein feste Burg ist unser Gott:

„Kannst du mit mir singen: nehmen sie den Leib...“

Mit dieser Einstellung wurde sein ganzes Leben eine Vorbereitung auf Leid, Verfolgung und Tod für den Glauben. Angst äußerte er nur davor, in diesem Sinne einmal vielleicht nicht stark genug zu sein. In der Situation tröstete ihn der Vers: „Christus ist ein Siegesfürst, Schmach, wenn du geschlagen wirst“.

### Pädagogische Talente
Theodor Scheinpflug galt insbesondere Kindern gegenüber als guter Prediger. So verfasste er unter dem Titel „Hinauf gen Jerusalem“ zwei kleine Buchbände mit Kinderpredigten, die 1905 veröffentlicht wurden und sich großer Beliebtheit erfreuten. (Siehe Kapitel „Werke“.) Er galt als pädagogisch begabt. Als Beispiel nennt Burchard eine Begebenheit, bei der Scheinpflugs Sohn sich weigerte, seine warme Milch zu trinken, weil sich eine Haut darauf gebildet hatte. Scheinpflug bat den Jungen, ihm die „schöne Haut“ zu geben, worauf sein Sohn diese behalten wollte und schnell aufaß. Theodor Scheinpflug war oft zu Besuch bei Alexander Burchard in Riga, dessen Kinder Scheinpflugs Humor schätzten. Theodor Scheinpflugs Beliebtheit bei den Kindern seiner Gemeinde gewann auch deren Eltern für ihn. Manch einer, der ihm anfangs feindselig gegenübergestanden hatte, war später einer seiner besten Freunde.

### Exil in Pernau während der Revolution von 1905
Sowohl Revolutionäre als auch lettische Nationalisten agitierten bei seiner Gemeinde gegen Scheinpflug. Während der Russischen Revolution von 1905 wurde von einigen Gemeindemitgliedern auf Gemeindeversammlungen gerufen: „Fort mit dem Pastor!“ Am 9. Dezember 1905 zwang ein Exekutivkomitee Scheinpflug schließlich, den Ort zu verlassen und die Schlüssel der Kirche und des Pfarrarchivs abzugeben. Er floh nach Pernau.
Im Jahre 1906 wurde Scheinpflug aus Pernigel eine Liste mit 250 Unterschriften von Gemeindemitgliedern und der Bitte, zurückzukehren, zugesandt. Er folgte diesem Aufruf zunächst nicht.
Einige Wochen später, im Februar, erhielt er ein weiteres Schreiben von den Kirchenvormündern und Gemeindeältesten seiner Gemeinde. Darin wurde das Bedauern der Unterzeichneten und die Reue der Gemeinde, die ihren Irrtum erkannt habe, beteuert. Die Sehnsucht der Gemeinde nach der Verkündigung des Wortes Gottes sei stark geworden, er möge diese Sehnsucht stillen. Die Unterzeichneten verpflichteten sich, keine weiteren „Irrlehren“, wie sie es nannten, mehr zuzulassen. Dieses Schreiben führte zur Rückkehr Scheinpflugs nach Pernigel.

### Rückkehr nach Pernigel und Folgen der revolutionären Vorfälle
Seinen ersten Gottesdienst nach der Rückkehr hielt Scheinpflug am Bußtag in der gut gefüllten Kirche. Zwei Monate lang hatte hier kein Gottesdienst mehr stattgefunden. Die Bußmahnung schien die Gemeinde zu beeindrucken, die Frage, ob die Gemeindeglieder ihre Sünden bereuten und ihr Leben erneut Gott weihen wollten, wurde mit einem lauten und einstimmigen „Ja!“ beantwortet. Der Gottesdienst fand bei schönem Frühlingswetter, das auf einen Wintersturm der vorangegangenen Tage folgte, statt. Die Düna-Zeitung drückte die Hoffnung aus, dass die Wetteränderung ein gutes Zeichen für die Besserung des Verhältnisses zwischen Gott und der Gemeinde in Pernigel sein möge.
Am 13. März 1907 kamen die Vorfälle um Scheinpflug während der Revolution auf Antrag der Prokuratur vor dem Friedensgericht zu Lemsal zur Verhandlung. Scheinpflug verzichtete auf eine Anklage wegen der gegen ihn gerichteten Aktionen, so dass die Verhandlung ohne eine weitere Bestrafung der Komiteemitglieder beendet wurde. Diese waren bereits mit einer Freiheitsstrafe von zwei Monaten bestraft worden.
Die Schwierigkeiten, die Scheinpflug während der Revolution gehabt hatte, und den glücklichen Ausgang kommentierte er mit:

„Das nächste Mal wird es wohl ärger kommen, dann muss man sich bereit halten, auch den Tod zu erleiden.“

### Mitglied desDeutschen Vereins
Scheinpflug war Mitglied Deutschen Vereins. Am 19. Dezember 1906 leitete er in Lemsal am Abend den geselligen Teil eines Treffens des neugegründeten Vereins mit einem Vortrag über die Kinderzeitschrift „Der Hauslehrer“ ein. Dabei erinnerte er an das nach seinem Urteil negative Verhalten von Teilen der Jugend während der Revolution. Er nutzte dies, um auf die Wichtigkeit der Jugendarbeit hinzuweisen. Er meinte:

„Von unserer Jugend hängt unsere Zukunft, die Zukunft unseres Landes, unserer Kirche ab. Das Kind ist der Vater des Mannes.“

Den „Hauslehrer“ hielt er für ein wertvolles Hilfsmittel für die Erziehungsarbeit. Er versäumte es dabei auch nicht, für seine beiden Bände mit Kinderpredigten als Ergänzung dazu zu werben. Schließlich las er einen Artikel aus dem „Hauslehrer“ mit dem Titel „Die Hochzeit des Königs von Spanien.“ vor.
Am 19. Februar 1907 eröffnete er im selben Ort einen Familienabend des Vereins. Dabei verglich er den Verein mit einem Reisigbündel. Wenn es dem Verein gelänge, in seinen Mitgliedern die richtige Gesinnung zu induzieren, so seien sie unzerbrechlich. Die Mitglieder sangen daraufhin begeistert das Heimatlied.
Am 6. Dezember hielt vor dem Verein in Lemsal einen Lichtbildervortrag über Indien.

### Kriegszeit
1917, während des Ersten Weltkrieges, wurde Theodor Scheinpflug von russischer Seite festgenommen. Bevor er abgeführt wurde, konnte er mit seiner Familie noch eine Andacht abhalten. Dabei sang er: „Ist Gott für mich, so trete“. Sein anschließendes Gebet war so inbrünstig, dass die Soldaten sich sehr beeindruckt zeigten und ruhig das Ende der Andacht abwarteten, obwohl sie kein Wort seines deutschsprachigen Gebets verstanden hatten. Dann wurde der Pastor abgeführt. Er wurde in mehreren verschiedenen Gefängnissen inhaftiert, zum Schluss in Riga, wo seine unerwartete Freilassung erfolgte. Er konnte im Mai 1917 zu seiner Familie zurückkehren, die zuvor keinerlei Kenntnis von seinem Verbleib hatte.
Die deutsche Eroberung Rigas erfolgte im September 1917. Pernigel blieb außerhalb des Territoriums der deutschen Besatzung. Es kam zur ersten lettischen Revolution, in welcher der Pastor vor das Tribunal in Wolmar geladen wurde. Bevor es zu einer entsprechenden Festnahme durch Revolutionäre kommen konnte, wurde auch Pernigel von der deutschen Armee erobert, was dem Geistlichen zunächst die Freiheit bewahrte. Er freute sich über die Eroberer, da er sich bei ihnen als evangelischer Deutsch-Balte gut aufgehoben fühlte. Dies führte dazu, dass er von den Besatzern zum Vertrauensmann bestimmt wurde und als solcher eine Binde in den damaligen Farben des Deutschen Reiches erhielt. Er meinte, dass er damit seiner Gemeinde nützen könne. Die Binde sollte ihm später zum Verhängnis werden.
Im November 1918 wurde die deutsche Armee abgezogen. Daraufhin übernahmen erneut Bolschewiki die Kontrolle über Pernigel. Alle Deutsch-Balten der Gemeinde flohen nach Riga. Der Pastor blieb bei seiner Gemeinde, obwohl seine Familie ihn drängte, ebenfalls zu fliehen.

### Predigten in Riga
Ein Rundbrief des Konsistoriums, welches den Geistlichen riet, nicht sinnlos ihr Leben zu riskieren, änderte seine Meinung, so dass am 29. Dezember auch Scheinpflug mit seiner Familie nach Riga zog, obwohl auch dieses kommunistisch kontrolliert war.
Am 30. Dezember kam es zu einer sorgfältigen Hausdurchsuchung im Pastorat zu Pernigel, mit dem Ziel, Scheinpflug und die deutsche Binde zu finden. Beides misslang. Einen Monat lang konnte Scheinpflug in Riga noch die Gesellschaft seiner Familie und der anderen Flüchtlinge genießen. Anstatt sich verborgen zu halten, hielt Scheinpflug trotz Verbots Predigten in der Kirche des Diakonissenhauses. Text seiner vorletzten Predigt war Röm 8,35ff, mit dem Anfang: „Wer will uns scheiden von der Liebe Christi?“. Dabei sprach er über die schwere Zeit, die angebrochen war, tröstete die Gemeinde aber mit den Worten des Paulus von Tarsus: „in dem allem aber überwinden wir weit“.

### Festnahme und Haft
Ein Gemeindemitglied denunzierte ihn, so dass er am 27. Januar verhaftet wurde. Dabei sagte Scheinpflug:

„Hat er es denn beschlossen, so will ich unverdrossen an mein Verhängnis gehn.“

Seine Briefe aus dem Gefängnis waren voller Dankbarkeit, so schrieb er:

„Mein Herz ist voll Frieden.“

und:

„Der schöne Friede weicht nicht von mir.“

Die meiste Zeit über hatte Scheinpflug denselben Zellengenossen. Dieser wurde am 22. Mai 1919 befreit und konnte über die Zeit berichten, die er mit dem Pastor verbracht hatte. Er wertete sie als sehr positiv. Aus einer früheren Zeit ist ein Ausspruch des Geistlichen überliefert:

„Es kommt mir vor, als ob ich ganz vergeblich arbeite. Wenn doch Gott mir die Gnade geben wollte, wenigstens von einer Seele zu wissen, der ich zum Glauben geholfen habe.“

Dieser Wunsch wurde Scheinpflug in der Haft erfüllt. Während sein Mitgefangener vor der Begegnung voller Unruhe und Unzufriedenheit war, fand er nun im christlichen Glauben seinen Frieden. So war beiden mit ihrem Zusammentreffen gedient. Auf dem Hof des Gefängnisses traf der Pastor einen Bekannten, einen Letten, welcher der Nachbargemeinde angehört hatte. Dieser wurde später ebenfalls getötet. Vorher konnte er seiner Frau über das Zusammentreffen mit Scheinpflug berichten. So äußerte er, aus dem Lettischen übersetzt: „Nachdem wir uns begrüßt, haben wir zusammen geweint, dann haben wir miteinander gebetet, und dann hat er mich so zubereitet, dass ich selig sterben kann“.
Über den Forstrat Eugen Ostwald, der im Gefängnis als Essensträger fungierte, schickte Theodor Scheinpflug Alexander Burchard, der ebenfalls inhaftiert worden war, Anfang März als Palmsonntagsgruß einen blühenden Weidenzweig, um ihn über seine Verhaftung zu informieren.

### Hinrichtung
Am 14. März 1919 wurde Theodor Scheinpflug zur Exekution aus seiner Zelle gerufen. Er verabschiedete sich von seinem Mitgefangenen und ließ sich von ihm, den er zum Glauben geführt hatte, die Absolution erteilen. Danach ging er zusammen mit über 60 Personen, darunter auch Pastor Eugen Berg, über eine weite Strecke zum Bickernschen Wald, wo er die zweite Strophe von „Du Stern Jakob“ rezitierte oder sang:
„Ich sitz im Schatten dieser Welt,

Da alles trauervoll bestellt.

Und lebe in der Ferne;

Doch leuchtest du, Herr, in mein Herz

Bei meinem dunklen Seelenschmerz

Mit deinem Gnadensterne.

Dies Licht kann nicht untergehen,

Muß bestehen

Auch im Sterben;

Läßt im Tode nicht verderben.“
Alle Gefangenen, die in den Wald geführt worden waren, darunter Theodor Scheinpflug, wurden erschossen.

## Massengräber
Die Opfer der Erschießungen durch die Bolschewiki kamen in Massengräber. In der Nähe des Eingangs des Rigaer Waldfriedhofs befanden sich vier derartige Gräber für insgesamt 30 im Jahre 1919 erschossene Männer, darunter auch Theodor Scheinpflug. Andere Opfer kamen in Gruben im Bickernschen Wald. Nach der Eroberung Rigas durch die Baltische Landeswehr ließen viele der Angehörigen sie exhumieren und in ihren Familiengräbern beisetzen.
Theodor Scheinpflug teilte sein Grab mit seiner später verstorbenen Frau, die auf eigenen Wunsch hin an seiner Seite bestattet wurde, Ludwig Masing, Tahlmann, Senkewitsch, Johann Kundsin, Indrik Jansohn und Ohrning. Im zweiten Grab befanden sich acht Unbekannte, im dritten Gotthard von Vegesack, Welde, Sließe, zwei Unbekannte, August Baron und Dr. med. Johann Müller, der später dort bestattet wurde. Im vierten Grab ruhten Rudolf Adler, Johann Bicksche, Reßnis, Peter Ehlert, ein Unbekannter, Adolf Weichert und Graß.
Als Grabinschrift hatte sich Theodor Scheinpflug Apg 4,12  ausgesucht: „Es ist in keinem Andern Heil, ist auch kein andrer Name den Menschen gegeben, darinnen wir sollen selig werden.“
Im Mai 1939, rechtzeitig zum zwanzigsten Jahrestag der Eroberung Rigas, wurde im Auftrag Burchards, mittlerweile Propst der deutschen Gemeinde von Riga, ein großes Eichenkreuz mit einer beschrifteten Marmortafel über den vier Massengräbern errichtet. Die Inschrift lautete:
Den hier ruhenden 30 Opfern der Bolschewikenherrschaft 1919 die deutschen evang.-luth. Gemeinden in Riga 1939.
„Gott wird abwischen alle Tränen und der Tod wird nicht mehr sein.“ Offenb. 21, 4.
(Vergleiche Offb 21,4 .)

## Werke
- Hinauf gen Jerusalem. Zehn Kinderpredigten. Verlag G. K. Th. Scheffer, Leipzig 1905 Buchtitel: Hinauf gen Jerusalem! - Zehn Kinderpredigten (mit Widmung von Theodor Scheinpflug)

Buchtitel: Hinauf gen Jerusalem! - Zehn Kinderpredigten (mit Widmung von Theodor Scheinpflug)

- Hinauf gen Jerusalem – zweites Bändchen. Predigten für Kinder. Verlag G. K. Th. Scheffer, Leipzig 1905